# Sandhammarens naturreservat
Sandhammarens naturreservat är ett naturreservat och natura 2000-område på halvön Sandhammaren i Ystads kommun i Skåne län.
Området är naturskyddat sedan 1987 och är 530 hektar stort. Reservatet består av sanddyner och innanför dessa en planterad tallskog som blandats upp med ek, björk och andra lövträd. Sanddynerna byggs ständigt på med ny sand som förs dit med havsströmmar från Löderups strandbad och Hagestads naturreservat, där stränderna istället krymper.
Sandhammaren gränsar till reservatet Hagestad.